# Tanjung Bunga (Tetap)
Tanjung Bunga is een bestuurslaag in het regentschap Kaur van de provincie Bengkulu, Indonesië. Tanjung Bunga telt 445 inwoners (volkstelling 2010).